# Jordániai kódexek
A jordániai kódexek megnevezés 70 darab, a Kr. utáni I. évszázadból származó, írásokat és rajzokat tartalmazó kis méretű fémkönyvecskét jelöl. A szakértők szerint – a kutatás korai szakaszában állítva – Jézusról és feltámadásáról is szó van benne. 2012 novemberében a regionális BBC News vizsgálat bejelentette, hogy a kódexek hamisítványok.

## A kódexek leírása
70 darab könyvecske került elő, melyek átlagosan 5-15 öntött ólomlapból állnak. A lapocskákat széleiknél kis ólomgyűrűcskékkel fogatták össze. Méretük leginkább hitelkártyához hasonlítható. A lapokon óhéber írást találtak. Némelyek le vannak pecsételve.

## A megtalálása
Feltételezhetően egy jordániai barlangban találták meg. Egy árvíz alkalmával út nyílt egy eltömődött ismeretlen barlangjáratba. A könyvecskék tulajdonosa – Hasszam Saeda, egy izraeli beduin  – azt állítja, hogy családi tulajdon már száz éve. Azonban állításában kételkednek, és úgy feltételezik, hogy 2005-ben és 2007-ben találták Jordánia északi részén. Egy pásztor csempészte be Izraelbe. Jordánia kormánya minden szinten megpróbálja hazája számára visszaszerezni a felbecsülhetetlen értékű leleteket.

## A felfedezés jelentősége
- A kutatók nagy jelentőségű felfedezéseket várnak még ezektől a könyvektől. Szakértők szerint az 1947-ben talált Holt-tengeri tekercsek óta ez az első hasonló jelentőségű felfedezés, ami a korai kereszténységet illeti. Ha alá tudják támasztani a kutatást tudományos eredményekkel, akkor meg tudják erősíteni, hogy a kereszténység legkorábbi iratára bukkantak, amely megelőzi Pál apostol leveleit is.
- Az izraeli régészeti hivatal csak egy újabb hamisítványt lát ezekben a tárgyakban.
- Az Apokrif iratok-ban ismert Ezdrás negyedik könyve, melynek utolsó oldalain olvasható, hogy öt írnokot, sok írótáblát rendelt az Úr Ezdráshoz: "A Magasságos pedig értelmet adott az öt férfinak, és rendben leírták, amit diktáltam, olyan jelekkel, amit nem is ismertek." Leírtak 94 könyvet, amikor az Úr szólt Ezdráshoz: "Az első könyveket, amelyeket megírtál, tedd közzé, hadd olvassák méltók és méltatlanok. A legutóbbi 70-et pedig tartsd vissza."[2] (Ha eredeti, akkor figyelemre méltó adatok vannak ebben az írásban, ha hamis, akkor lehet, hogy ezt a szöveget használhatta fel a hamisító.)

## Szakértői vélemények
A korának meghatározása az ólom korróziójának vizsgálatával történt, az eredmények szerint a Kr. u. I. századból származnak. Az ólom korrodálását igen nehéz lenne hamisítani, ezért eredetinek tartják.
- David Elkington[3] az elsők között vizsgálhatta meg a könyvecskéket rövid időre. Szerinte Jézus életéről, feltámadásáról és mennybemeneteléről is szó esik a könyvben.
- Larry Hutado - az Újszövetségi könyvekben jártas tudós - azt feltételezi, hogy a kis méret miatt inkább személyes használatra készült, mintsem liturgikus használatra.
- Ziad Al-Saad, a jordániai Régiségek Osztályának igazgatója szerint, Jézus keresztre feszítése utáni néhány évtizedben készülhettek a könyvecskék.
- Philip Davies, a Sheffield Egyetemen az Ótestamentum nyugalmazott oktatója úgy véli, hogy egyik rajzolat Jeruzsálemet ábrázolja, és a keresztre feszítés és sírba helyezésre utal.
- Dr. Margaret Baker, az Ószövetségi Tanulmányok Társaságának Elnöke feltételezi, hogy ezek a könyvek kapcsolatban állhatnak a Jelenések Könyvében[4] megírt könyvekkel, mert úgy vannak lepecsételve, ahogy a Jelenések Könyvében le van írva. Az egyetlen mondat, melyet végül is lefordítottak az egyik könyvecskéből, a Jelenések könyvében is megtalálható, utal a feltámadásra. A másik bizonyíték a könyv formája, ugyanis nem tekercs. Ez is azt sugallja, hogy nem Ószövetségi irat. A barlang, ahol találták arról nevezetes, hogy menekülő keresztények ideiglenes búvóhelye volt.
- Az Izraeli Régészeti Hatóság véleménye szerint nem képviselnek semmilyen értéket. Szerintük összeegyezhetetlenek a stílusok és a korszakok, amelyek keverednek anélkül, hogy bármilyen kapcsolat vagy logika lenne benne. Az ilyen hamisítványok több ezer példánya megtalálható Jordániában és máshol a Közel-keleten a régiségek piacán.[5]
- André Lemaire, az ókori feliratok szakértője a Sorbonne-on kétségét fejezte ki, és nyilvánvalóan bonyolult hamisítványoknak tartja.
- Dr. Peter Northover, az oxfordi Egyetem kutatója szerint, aki két fém mintát kapott, "egyértelmű a korrozióból, hogy nem a közelmúlt termése".

Mire az Izraeli Régészeti Hatóság válaszában megjegyzi: "vehettek egy régi ólom koporsót, és jeleket vihettek fel rá."
- A tulajdonos ügyvédje, Sasson Bar-Oz közli az ügyfele véleményét: az Izraeli Régészeti Hatóság nem végzi kiterjedően a kutatást.

## Lásd még
- Érdekességek a Jelenés könyvéből 8. bekezdés